# Vivienda de protección oficial (España)

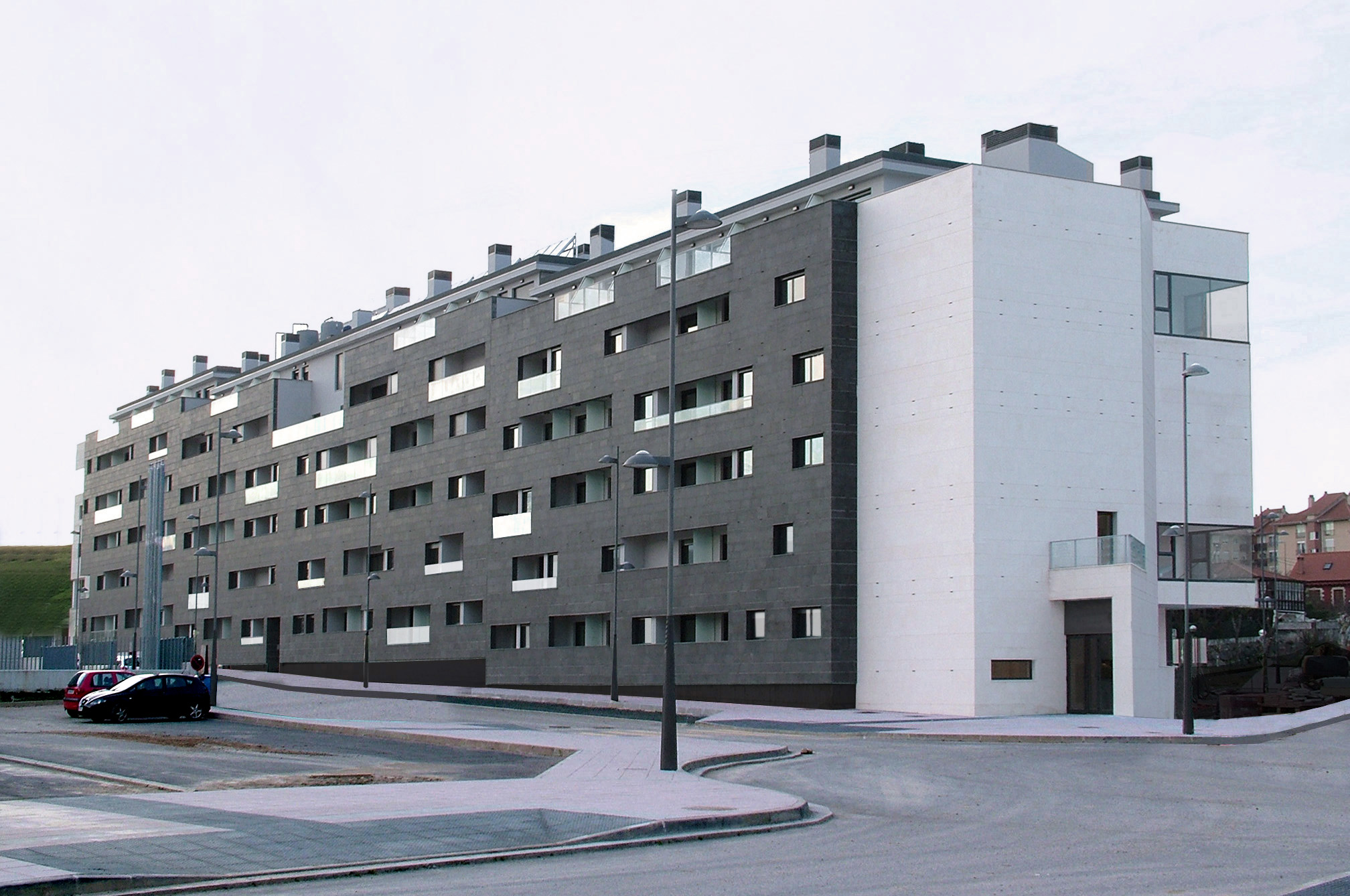
Bloque de VPO ganador de un concurso de viviendas bioclimáticas del Ayuntamiento de El Astillero (Cantabria).

La vivienda de protección oficial (VPO), también conocida como vivienda con protección pública o vivienda protegida es un tipo de vivienda pública diseñada para ser asequible y promovida por la administración pública española, normalmente ofertada a un precio por debajo del de bienes equivalentes en el mercado. 
El objetivo de la VPO es favorecer que los ciudadanos con rentas más bajas puedan adquirir o arrendar viviendas dignas y adecuadas a unos precios asequibles a sus posibilidades. 
Las distintas comunidades autónomas han legislado sobre esta materia, por lo que no existe un régimen uniforme en todo el territorio nacional. Las explicaciones que siguen a continuación reflejan en general solo el régimen de las VPO que se acogen a los Planes de Vivienda del Estado.

## Actuaciones protegidas
Se consideran
actuaciones protegidas la promoción; el alquiler, la rehabilitación, la mejoras de eficiencia energética y de accesibilidad , la adquisición y urbanización de suelo e incluso la propia gestión del Plan

## Definición
Son calificadas como viviendas de protección oficial, o más en general, como viviendas protegidas, por el órgano competente de las Comunidades autónomas y ciudades de Ceuta y Melilla, las que cumplan los requisitos establecidos en el Decreto por el que se regula el Plan Estatal de Vivienda y Rehabilitación (2009-2012). Solamente podrán destinarse a la venta o al arrendamiento y han de constituir el domicilio o residencia habitual y permanente de sus ocupantes, salvo en aquellos supuestos que determina expresamente este Real Decreto. 
Con independencia de otras posibles denominaciones por parte de las comunidades autónomas y ciudades de Ceuta y Melilla en cumplimiento de su normativa propia, las viviendas protegidas de nueva construcción, para venta o arrendamiento, podrán calificarse o declararse, a efectos de las condiciones y ayudas de este Real Decreto, como viviendas de protección oficial (VPO) de régimen especial, viviendas protegidas de régimen general y concertado.

## Clasificación
Cuando una vivienda es clasificada como VPO, tanto el constructor/promotor como el comprador reciben ciertos beneficios, a cambio de los cuales quedan sujetos a ciertas condiciones legales durante el tiempo de clasificación de la vivienda como VPO.
- El constructor se compromete a no vender la vivienda por encima de un precio máximo fijado por la administración. Estos precios suelen estar bastante por debajo de los precios de mercado.[4] A cambio, recibe una serie de beneficios, incluyendo la financiación de una gran parte del proyecto (hasta el 80%) a un tipo de interés bajo.[5] En ocasiones, la administración impone al constructor la edificación de VPO como condición para permitir la edificación de vivienda libre.

- El comprador obtiene una vivienda a un precio notablemente inferior al del mercado (en ocasiones también subvenciones económicas para la compra). A cambio, la vivienda tiene una normativa de uso y venta especial: primero, debe ser el domicilio habitual del comprador. Segundo, si el comprador quiere revender la vivienda, el precio está fijado por la administración, quien además posee derecho preferente de compra.

## Descalificación
La protección de las VPO puede variar entre los 15 y los 50 años. En función del Real Decreto al que estén acogidas, la tipología de vivienda que sean o las ayudas recibidas (directas, préstamos convenido o bonificado, etc.). Sin embargo, una vez cumplido dicho periodo, la vivienda pasa a ser libre de manera automática u oficiosa. Aunque, cuando transcurren 15 años y un día, es posible descalificar la vivienda de manera voluntaria. Un proceso que conlleva la devolución de esas ayudas económicas (exención del Impuesto de Actos Jurídicos Documentados, rebaja del IBI los primeros años, etc.). 
Para realizar la descalificación voluntaria tendremos que acudir a varios organismos, entre ellos la Administración encargada de Vivienda en la comunidad autónoma y municipio correspondiente. En el caso de Madrid, la Dirección General de Arquitectura y Vivienda y el Ayuntamiento de Madrid. Sumado al Ministerio de Transportes, Movilidad y Agenda Urbana (anterior Ministerio de Fomento) y la Consejería de Hacienda de la Comunidad de Madrid. 
Este procedimiento puede durar unos cinco meses, y es imposible conocer el importe exacto a devolver hasta que no lo comencemos. Pero si una vez comenzado decidimos abandonarlo, no estamos obligados a realizarlo. Esas cantidades pueden ir desde los 0€ a los 30.000€.
Sin embargo, no todas las Viviendas Protegidas se pueden descalificar. Como por ejemplo, las Viviendas de Protección Pública (VPP) o aquellas sujetas al Real Decreto 801-2005. Pero eso no significa que no las podamos vender, sino que tendremos que hacerlo al mayor precio establecido que marque la comunidad autónoma correspondiente.

## Requisitos exigibles
En términos generales, para que una vivienda sea clasificable como VPO, la Administración pública establece una serie de requisitos legales tanto para la vivienda (tamaño y precio máximos) como para el comprador (ingresos máximos, típicamente expresados en múltiplos del IPREM, no disponibilidad de otra vivienda, empadronamiento en el territorio regido por la administración, etc.). Cuando el número de potenciales compradores excede al de la oferta de VPO, las Administraciones suelen recurrir a sorteos para decidir las adjudicaciones.

## Viviendas de promoción pública
En ocasiones, el promotor es la misma Administración pública. En este caso, se habla de VPO de promoción pública. En cambio, cuando el promotor es una entidad privada, se habla de VPO de promoción privada.

## Régimen especial
Cuando una VPO se destina a compradores de ingresos extremadamente bajos, en ocasiones se usa el término VPO de régimen especial. En comparación, las demás VPO se denominan VPO de régimen general.

## Acceso a la vivienda
El Plan Estatal de Vivienda y Rehabilitación (2009-2012) considera beneficiarios con derecho a protección preferente a las unidades familiares con ingresos que no excedan dos veces y media el IPREM. Para este colectivo la manera de ejercitar el derecho constitucional a una vivienda en los siguientes términos:

«...Lograr que el esfuerzo de las familias para acceder a una vivienda no supere la tercera parte de sus ingresos...»

Teniendo en cuenta que el IPREM para 2007 es de 6.988 Euros, resulta que 2,5 veces son 17.472 Euros; la tercera parte de esta cantidad equivale a 5.824 Euros anuales de endeudamiento máximo, que mensualmente suponen 485 €.  Para ser beneficiario se debe encontrar una vivienda por 80.000 €. Una vez conseguido se necesita una entidad que lo financie a 25 años para que así salgan los 485 € mensuales. La financiación debe ser al euríbor más 0,65, como dice este mismo plan aludiendo a los convenios con las entidades de crédito.
Pese a todo, y en el contexto de la Crisis económica de 2008-2009, en España, la banca no da crédito. Así, un año después de firmar la Generalidad de Cataluña con 19 cajas y bancos un convenio para financiar pisos sociales y aún comprometiéndose posteriormente a recomprar aquellos pisos cuyos propietarios no puedan hacer frente a los pagos de la hipoteca. Para solucionar este problema el Ministerio de la Vivienda de España y el Instituto de Crédito Oficial (ICO) firmaron una línea de avales que suman un importe de 6000 millones de euros para facilitar a alrededor de 100.000 familias la adquisición de una vivienda de protección oficial.

«...El objetivo es que el crédito para adquirir pisos sociales vuelva a fluir, después de que lleva meses paralizado. De hecho, algunas comunidades acumulan quejas de adjudicatarios de VPO a los que los bancos les han denegado la financiación del piso...»

Con el propósito de reforzar la política de vivienda y apoyar al sector de la construcción la Junta de Castilla y León ha aprobado la modificación del Reglamento de Urbanismo de Castilla y León.
Andalucía calificó en 2009 23 824 Viviendas de Protección Oficial, lo que constituye el récord de los últimos 20 años. En 2009 se concedieron 736 millones de euros en créditos para la promoción de VPO frente a los 517 millones concedidos en 2008, y los 886 de 2007, en plena burbuja inmobiliaria, pero cuando solo se calificaron, 10 460 VPO, frente a las 23 824 de 2009. Ante la dificultad de obtención de financiación  el porcentaje en alquiler calificado en 2009 fue del 20% de total, frente a un 2% de hace diez años.

## Historia

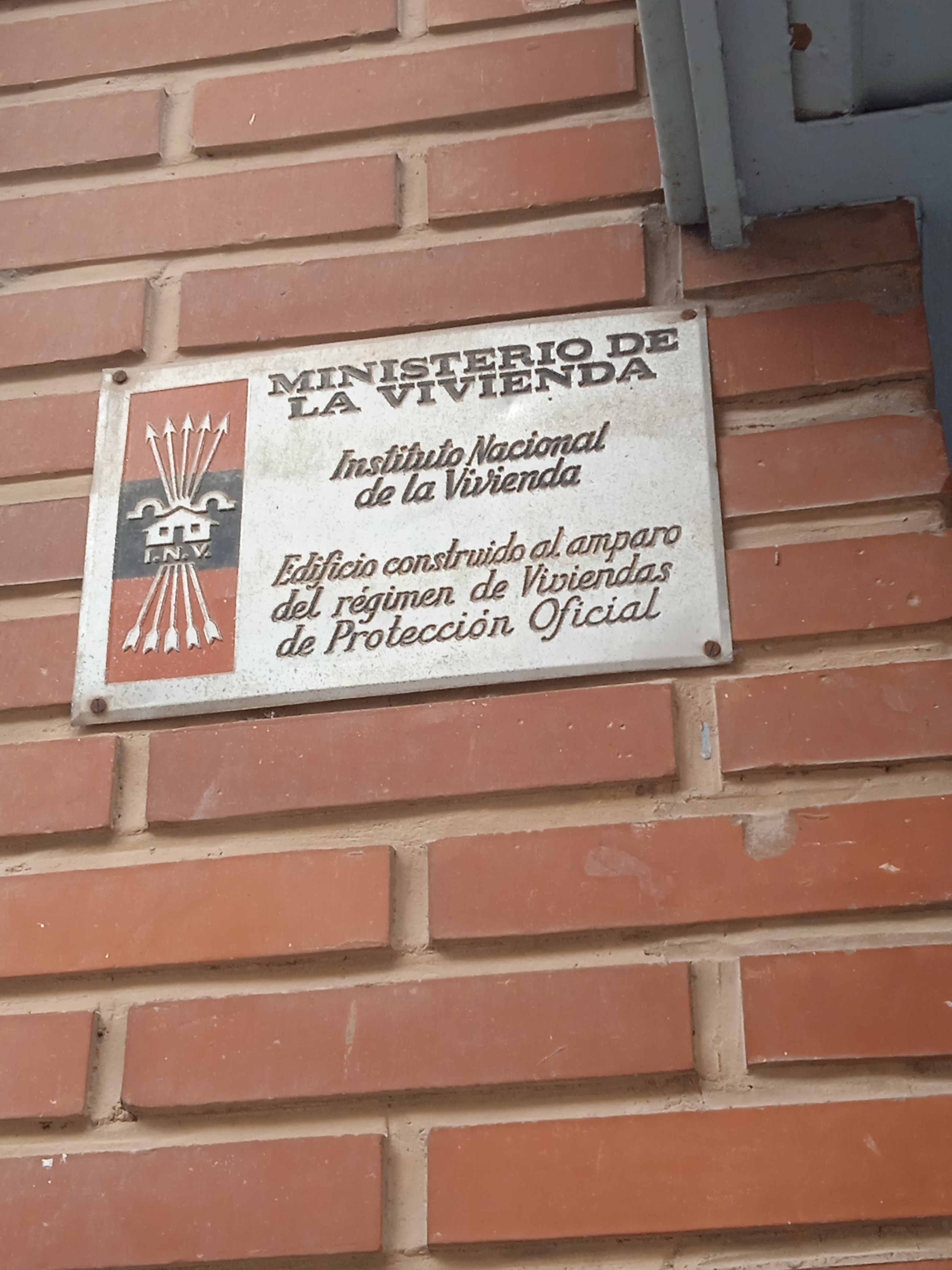
Placa de un edificio construido en el régimen de Viviendas de Protección Oficial del Instituto Nacional de la Vivienda en Torrent (Valencia).

Las primeras intervenciones estatales sobre el problema del acceso a la vivienda se dieron durante la época de la Restauración con la aprobación de las distintas leyes de casas baratas (la primera de 1911 y la segunda de 1921). 
Después de la Guerra Civil se aprobó la Ley de 19 de abril de 1939 estableciendo un régimen de protección a la vivienda de renta reducida y creando un Instituto Nacional de la Vivienda, encargado de su aplicación. Esta ley incluía tanto la vivienda social como las viviendas para militares o funcionarios, y no fue hasta 1954 que se aprobó la primera legislación sobre viviendas modestas (viviendas de renta mínima y reducida).
Posteriormente desarrollado por el Decreto 2114/1968, de 24 de julio por el que se aprueba el Reglamento para la aplicación de la Ley sobre viviendas de protección oficial. Esta ley diferenciaba dos grupos de vivienda, las de Grupo I, orientadas a clases medias y altas, y cuyo principal incentivo era la financiación, y las de Grupo II, que además recibían préstamos, primas e incluso subvenciones.
Entre 1950 y hasta el final del franquismo se construyeron en España unos 4 millones de viviendas en régimen social, y entre 1981 y 2022 se construyeron otros 2,5 millones.
Otras leyes en relación con la VPO son:
- Decreto-Ley de 1976 sobre vivienda social
- Real Decreto-Ley 31/1978, de 31 de octubre, sobre política de viviendas de protección oficial (en vigor), desarrollado por el Real Decreto 3148/1978, de 10 de noviembre
- Decreto-Ley 1494/1987, de 4 de diciembre, que establece la Nueva Política de Viviendas de Protección Oficial para el periodo 1988-1991
- Real Decreto Ley 1/1992, de 26 de junio
- Real Decreto Ley 727/1993, de 14 de mayo, sobre precio de las viviendas de protección oficial de promoción privada
- Ley 6/1998, de 13 de abril
- Plan Estatal de Vivienda y Rehabilitación (2009-2012)[17]